# 山内 (横手市)

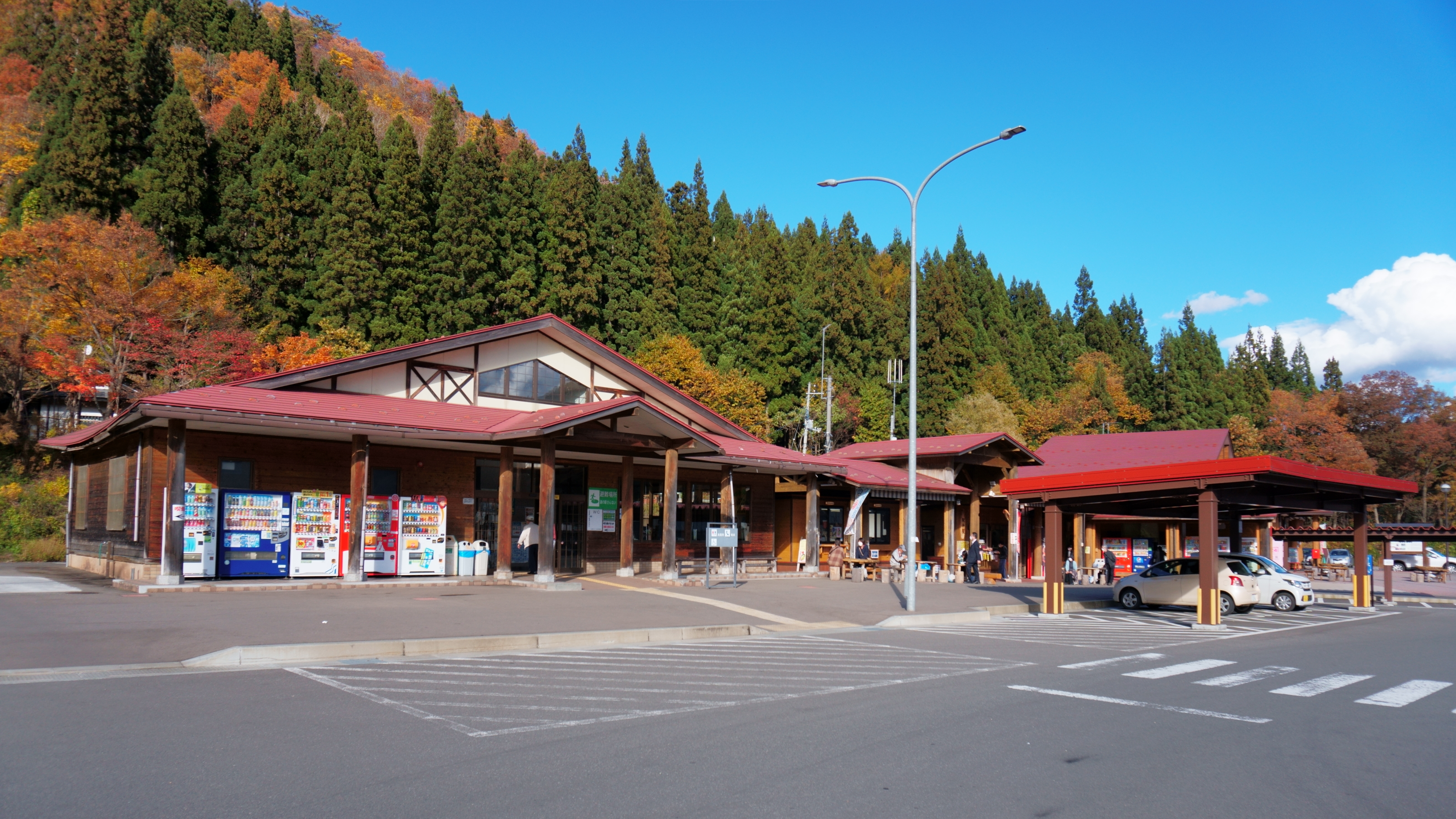
道の駅さんない「ウッディらんど」

山内（さんない）は、秋田県横手市にある地区（広域地名）。人口は3,426人（2015年（平成27年）10月1日現在、国勢調査による）。
2005年（平成17年）10月1日に市町村合併によって横手市となった旧平鹿郡山内村の区域をそのまま継承している。山内筏、山内大沢、山内大松川、山内黒沢、山内小松川、山内土渕、山内南郷、山内平野沢、山内三又の9大字からなる。
本項では、旧山内村及び地域総称について述べる。

## 地理
横手市東部の山間を広く範囲とする。地域の中央部にはJR北上線と国道107号、秋田自動車道が横断している。地域の中心地は横手市役所山内庁舎（山内地域局）にあり、横手市消防署山内分署や相野々駅が周辺に所在する。
東で岩手県西和賀町、西で横手地域・平鹿地域、南で雄勝郡東成瀬村と隣接する。

### 山岳
- 南郷岳
- 三森山

### 河川
- 横手川
- 山内黒沢川
- 大松川

### 湖沼
- 大松川ダム
- 相野々ダム

## 歴史
- 1889年（明治22年）4月1日 - 町村制の施行により、三ツ又村、南郷村、筏村、黒沢村、小松川村、大松川村、平野沢村、土淵村、大沢村が合併し、平鹿郡山内村が成立。
- 1920年（大正9年）10月10日 - 西横黒軽便線（現・北上線）が開業する。
- 1959年（昭和34年）11月1日 - 山内村の一部（大沢地区）が横手市へ編入。
- 1968年（昭和43年）12月27日 - 村章を制定。
- 1972年（昭和47年）8月2日 - 集中豪雨により横手川が増水。南相野々で上三明岡橋が流出[2]。
- 1975年（昭和50年）5月 - 村民憲章を制定。
- 1988年（昭和63年）12月21日 - 村の花・村の木・村の鳥を指定。
- 2000年（平成12年）4月25日 - 道の駅さんない開業。
- 2005年（平成17年）10月1日 - 横手市・増田町・平鹿町・雄物川町・大森町・十文字町・大雄村と合併し、横手市を新設。同日山内村を廃止。
- 2014年（平成26年）3月24日 - 横手市役所山内地域局、山内公民館、横手市消防署山内分署の機能を統合した複合公共施設が開所。
- 2022年（令和4年）3月12日 - 北上線の平石駅、矢美津駅が廃止[3]。

## 産業
奥羽山脈に囲まれた峡谷型山村である。険しい山々に源を発する多くの川の支流があり、それらが合流して横手川となって村中を蛇行しているが、この流域下流に土淵という集落がある。ここの土壌は砂壌土の沖積土で、昔からニンジン（山内にんじん）、サトイモ（山内いものこ）、セリなどが盛んに栽培され、旧横手市などへ出荷されていた。

## 交通

### 鉄道
東日本旅客鉄道
- 北上線
  - 黒沢駅 - 小松川駅 - 相野々駅

### 道路
高速自動車国道
- E46 秋田自動車道
  - 山内PA
  - 山内BS

一般国道
- 国道107号
  - 道の駅さんない

主要地方道
- 秋田県道1号盛岡横手線（村内は全区間国道107号の重複区間）
- 秋田県道12号花巻大曲線（美郷町との境界付近の山間部）
- 秋田県道40号横手東成瀬線

一般県道
- 秋田県道273号外山落合線
- 秋田県道320号南郷黒沢線

## 教育

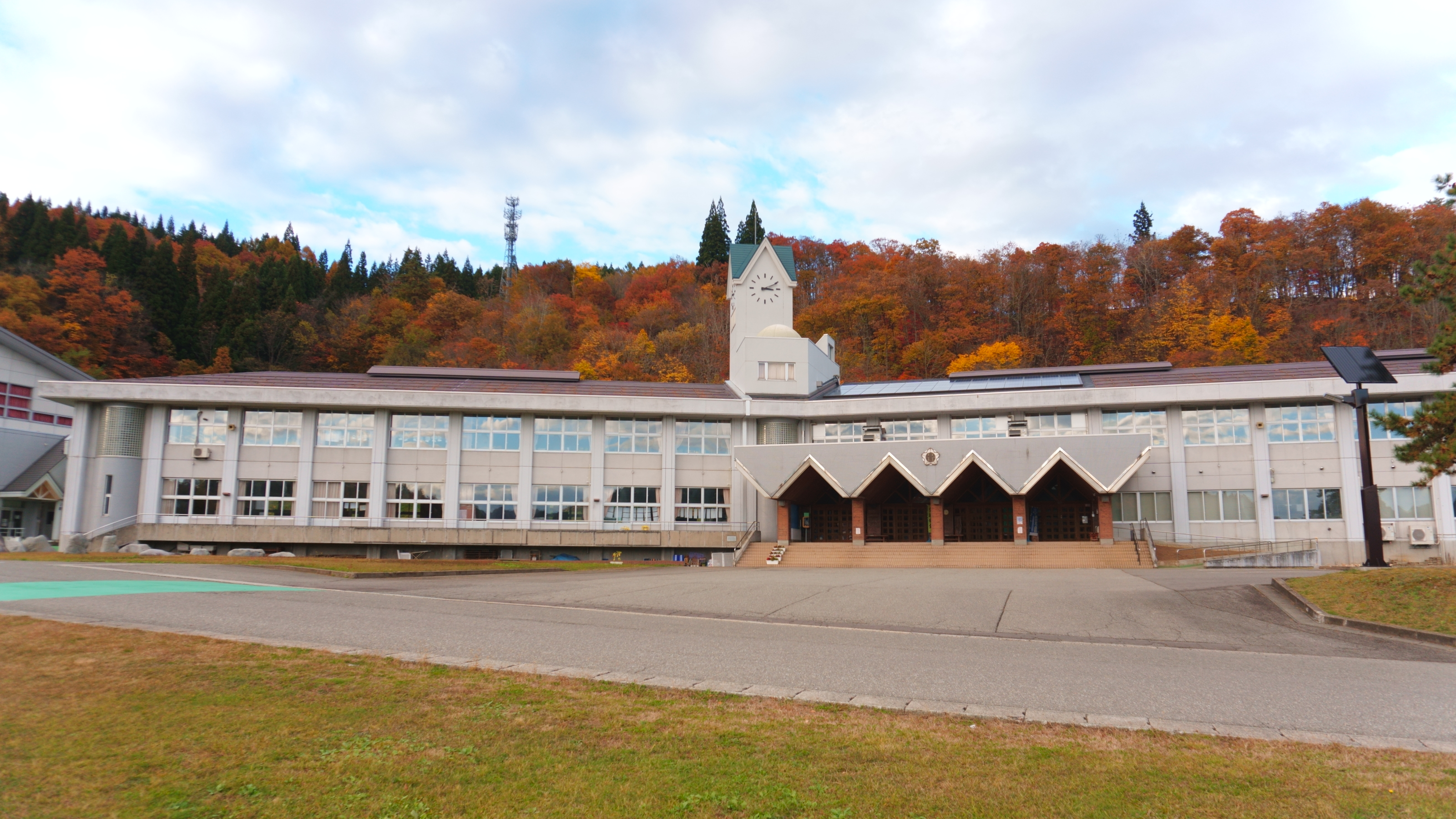
横手市立山内小学校

### 中学校
町内に中学校は無い。かつては横手市立山内中学校が存在したが、2018年4月に横手市立横手南中学校に編入統合された。

### 小学校
- 横手市立山内小学校

## 施設
各大字の記事の「施設」の節を参照。

## 著名出身者
- 中川申也（プロ野球選手、元阪神タイガース）
- 高橋優（シンガーソングライター）
- 藤原美智子（ヘアメイクアーティスト）